# 阿克斗卡站
阿克斗卡站是哈薩克斯坦東哈薩克斯坦州阿克斗卡的鐵路車站，为的一个大型铁路枢纽。
1959年，阿克斗卡至德鲁日巴铁路建成。
1985年阿克斗卡至萨亚克铁路建成。